# リュミエリーナ
株式会社 リュミエリーナ(Lumielina Inc.)は、東京に本拠を構える日本の企業である。技術開発企業として、独自技術「Bioprogramming」を用いた製品を研究開発、市場展開する企業として知られる。
社名は、「光の起源（Light Source / Origin of Light）とは何か？光または光子（Photon）とは何か？」というテーマから、「光」を意味する単語「Lumière」(フランス語)を由来とする。

## 事業内容
リュミエリーナの主要な事業分野は、以下の通りである。
- 水関連事業
- 医療機器・創薬関連事業
- 美容事業
- 農業関連事業
- エネルギー関連事業

## グループ会社

### 日本
- LUMIELINA INTERNATIONAL Inc.［Tokyo］
- Lumielina Technology Intelligence Inc.［Tokyo］

### アメリカ
- LUMIELINA USA, INC.［NewYork］

### 韓国
- LUMIELINA KOREA Inc.［Seoul］

## 市場展開

### 美容事業における製品
『REPRONIZER®／レプロナイザー®』
『HAIRBEAURON®[ CURL ]／ヘアビューロン® ［カール］』
『HAIRBEAURON®[ STRAIRHT ]／ヘアビューロン® ［ストレート］』
『CUREINA®／キュレイナ® 』
『HaitTimecess®／ヘアタイムセス®』シリーズ
『SkinTimecess®／ スキンタイムセス®』シリーズ

### 旗艦店
2017年3月　阪急うめだ本店にBioprogrammingショップの旗艦店をオープン。